# Ring Ring (album)
Ring Ring je debutové album švédské hudební skupiny ABBA, vydané roku 1973 ve skandinávských státech a prodávané i v dalších zemích včetně Západního Německa, Austrálie, Jihoafrické republiky a Mexika. Deska vyšla opět v roce 1975 pro australasijský trh, ve Spojeném království pak až roku 1992 a ve Spojených státech za další tři roky. V době prvního vydání desky (březen '73) byla na obalu nepříliš prakticky uvedena jména všech čtyř členů „Björn & Benny, Agnetha & Anni-Frid“; z praktických důvodů došlo po vydání alba ke zkrácení na ABBA, podle počátečních písmen jejich křestních jmen (A*gnetha, B*jörn, B*enny, A*nni-Frid). Reedice prvního alba už ovšem vyšly pod názvem ABBA. Na kompaktním disku album poprvé vyšlo ve Švédsku v roce 1988, Západním Německu v roce 1990 a později v dalších zemích. Celkově třikrát bylo digitálně remasterováno, a to v letech 1997, 2001 a 2005, tehdy jako součást box setu The Complete Studio Recordings.
Původní album vydané labelem Polar Music v roce 1973 začínalo švédskou verzí písně Ring Ring (Bara Du Slog En Signal), anglická byla umístěná na straně B jako čtvrtá skladba.
Deska také obsahuje jednu píseň, na které se autorsky spolupodílela Agnetha Fältskog. Přestože složila mnoho skladeb v rámci své sólové kariéry, tak píseň Disillusion, pro kterou složila hudbu zůstává jediným příspěvkem od ní do skupiny ABBA. Text k této písni ovšem napsal její manžel a kolega Björn Ulvaeus. Jinak celý repertoár skupiny ABBA napsali a složili Benny Andersson a Björn Ulvaeus.

## Seznam skladeb na LP
Všechny písně napsali a složili Benny Andersson & Björn Ulvaeus, kromě níže uvedené výjimky.
Strana A:
1. Ring Ring (Bara Du Slog En Signal) (švédská verze) – 3:07
2. Another Town, Another Train – 3:12
3. Disillusion – 3:04
4. People Need Love – 2:44
5. I Saw It in the Mirror – 2:33
6. Nina, Pretty Ballerina – 2:51

Strana B:
1. Love Isn't Easy (But It Sure Is Hard Enough) – 2:54
2. Me and Bobby and Bobby's Brother – 2:50
3. He Is Your Brother – 3:17
4. Ring Ring (anglická verze) – 3:04
5. I Am Just a Girl – 3:02
6. Rock'n Roll Band – 3:09

(P) 1973 Polar Music International AB, Stockholm
- Originální vydání alba Ring Ring v roce 1973 u Polaru obsahuje švédskou verzi "Ring Ring", na mezinárodním vydání je místo "Ring Ring" ve švédštině zařazena píseň "She's My Kind of Girl".
- Spolupráce na textech k písním "Ring Ring (švédská + anglická verze)" a "I Am Just a Girl" Stig Anderson.
- Pomoc s překladem textu k písni "Ring Ring" do angličtiny Neil Sedaka a Phil Cody.
- U písně "Disillusion" je autorem hudby Agnetha Fältskog a textu Björn Ulvaeus.

## Další vydání CD a bonusové skladby
- Ring Ring bylo remasterováno a vydáno v roce 1997 ve stejném složení skladeb
- Ring Ring bylo remasterováno a vydáno v roce 2001 se třemi bonusy:

1. Merry-Go-Round (B. Andersson, B. Ulvaeus) – 3:26
2. Santa Rosa (B. Andersson, B. Ulvaeus) – 3:01
3. Ring Ring (Bara Du Slog En Signal) (B. Andersson, S. Anderson, B. Ulvaeus) – 3:10

Ring Ring bylo remasterováno a vydáno v roce 2005 jako součást box setu The Complete Studio Recordings s několika bonusy:
1. Ring Ring (Bara Du Slog En Signal) (B. Andersson, S. Anderson, B. Ulvaeus) – 3:08
2. Åh, Vilka Tider (B. Andersson, S. Anderson, B. Ulvaeus) – 2:33
  - B-strana Ring Ring (Bara Du Slog En Signal).
3. Merry-Go-Round (B. Andersson, B. Ulvaeus) – 3:26
  - B-strana People Need Love.
4. Santa Rosa (B. Andersson, B. Ulvaeus) – 3:01
  - B-strana He Is Your Brother.
5. Ring Ring (španělská verze) (B. Andersson, S. Anderson, B. Ulvaeus, překlad do španělštiny: Doris Band) – 3:01
6. Wer Im Wartesaal Der Liebe Steht (B. Andersson, B. Ulvaeus, překlad do němčiny: Fred Jay) – 3:21
  - Německá verze písně Another Town, Another Train, B-strana Ring Ring (německá verze).
7. Ring Ring (německá verze) (B. Andersson, S. Anderson, B. Ulvaeus, překlad do němčiny: Peter Lach) – 3:09

Ring Ring bylo vydáno v roce 2008 jako součást box setu The Albums, ovšem bez bonusových skladeb .
(P) 1973 Polar Music International AB, Stockholm

## Singly
1. Another Town Another Train/Rock and Roll Band (květen 1972)
2. People Need Love/Merry-Go-Round (červen 1972)
3. He Is Your Brother/Santa Rosa (listopad 1972)
4. Ring Ring/Rock and Roll Band (únor 1973)
5. Nina Pretty Ballerina/He Is Your Brother (březen 1973)
6. Love Isn't Easy (But It Sure Is Hard Enough)/I Am Just a Girl (červen 1973)
7. I Am Just a Girl/Ring Ring (srpen 1973) (pouze v Japonsku)
8. Me and Bobby and Bobby's Brother/I Am Just a Girl (1973) (pouze v Polsku)
9. Rock n Roll Band (USA)

## Obsazení
ABBA
- Benny Andersson – klavír, klávesové nástroje, zpěv, mellotron
- Agnetha Fältskog – zpěv
- Anni-Frid Lyngstadová – zpěv
- Björn Ulvaeus – akustická kytara, kytara, zpěv

Další obsazení
- Ola Brunkert – bubny
- Rutger Gunnarsson – elektrická baskytara
- Roger Palm – bubny
- Janne Schaffer – akustická kytara, elektrická kytara
- Mike Watson – elektrická baskytara

## Produkce
- producenti: Benny Andersson & Björn Ulvaeus
- aranžmá: Benny Andersson & Björn Ulvaeus
- inženýr: Michael B. Tretow
- asistent inženýra: Björn Almstedt, Lennart Karlsmyr, Rune Persson
- smyčcové aranžmá v "I Am Just A Girl": Sven-Olof Walldoff
- fotografie: Lars Falck, Bengt H. Malmqvist
- obal: Peter Wiking
- Remastering 1997 provedli Jon Astley a Tim Young spolu s Michaelem B. Tretowem
- Remastering 2001 provedli Jon Astley s Michaelem B. Tretowem
- Remastering 2005 provedl Henrik Jonsson